# Netherdale
Netherdale è un complesso sportivo britannico che si trova a Galashiels, località della Scozia nei Borders, regione meridionale confinante con l'Inghilterra.
Noto anche con il nome commerciale di 3G Arena Netherdale, è capace di circa 6000 posti complessivi, ripartiti in 2000 per l'impianto di calcio e 4000 per quello di rugby.
Ospita gli incontri interni del club calcistico del Gala Fairydean e di quello rugbistico del Gala; in passato fu anche l'impianto interno della franchise professionistica dei Borders, che militò nella Celtic League di rugby dal 2002 al 2007.
In ambito internazionale fu usato come una delle sedi della Coppa del Mondo di rugby femminile 1994 e della Coppa del Mondo di rugby 1999.

## Storia
Il terreno da rugby vide la luce nel 1912 per iniziativa del Gala, club dei Borders nato 36 anni prima, che lo costruì con la spesa di 1150 £ dell'epoca e da allora lo utilizza come suo campo interno.
Per più di mezzo secolo quel campo rimase l'unica installazione con una tribuna permanente; nel 1961 iniziarono i lavori nel campo di calcio adiacente per la costruzione di una nuova gradinata affidata all'architetto Peter Womersley, che fu inaugurata il 21 novembre 1964 quando il club locatario dell'impianto, il Gala Fairydean, ivi incontrò l'East Fife.
I lavori di ristrutturazione interessarono anche il terreno di rugby, che così divenne il più moderno impianto di tale disciplina in Scozia dopo circa tre decenni dall'ultima ristrutturazione nel Paese.
Entrambe le installazioni sono tuttora attive.
In occasione della Coppa del Mondo di rugby femminile 1994 organizzata dalla federazione femminile scozzese Netherdale ospitò alcuni incontri della fase a gironi più le due semifinali, rispettivamente tra Stati Uniti e Galles e tra Inghilterra e Francia.
Cinque anni più tardi fu una delle sedi scelte per la Coppa del Mondo di rugby 1999: ospitò un solo incontro, quello tra le due esordienti assolute del torneo Uruguay e Spagna, vinto 27-15 dai sudamericani davanti a 4000 persone.
Più recentemente, nel nuovo millennio, lo stadio ospitò una franchise professionistica di rugby che prese parte alla Celtic League, i Border Reivers, ma l'esperienza durò solo cinque stagioni, dal 2002 al 2007: in tale anno la federazione scozzese decise di eliminare tale squadra per tagliare i costi di gestione.
In occasione della Coppa Europa 2014 di rugby a 13 Netherdale ospitò un incontro della Scozia contro la Francia, e un anno più tardi, nell'edizione 2015 della stessa competizione, contro l'Irlanda.

## Incontri internazionali di rilievo

### Rugby a 13
| Arbitro: | Richard Silverwood |

|                                                       |    |                                                                          |
| Kavanagh 3’ Hellewell 63’ A. Walker 75’ J. Walker 77’ | mt | 14’, 22’, 28’ Marginet 19’ Baitieri 24’ Pelissier 34’ Decarnin 38’ Gigot |
| Brough (3)                                            | tr | Marginet (5)                                                             |

### Rugby a 15
| Galashiels 20 aprile 1994, ore 12 UTC+2 Coppa del Mondo femminile 1994, semifinale | Stati Uniti | 56 – 15 referto   | Galles | Netherdale |
| Jervey Bergmann (3) Crawford (5) Orsini mt Burgess (2) Evans Bergmann (2) tr       |             |                   |        |            |
|                                                                                    |             |                   |        |            |
| Jervey Bergmann (3) Crawford (5) Orsini                                            | mt          | Burgess (2) Evans |        |            |
| Bergmann (2)                                                                       | tr          |                   |        |            |

| Galashiels 20 aprile 1994, ore 14:30 UTC+2 Coppa del Mondo femminile 1994, semifinale | Inghilterra | 18 – 6 referto | Francia | Netherdale |

| Arbitro: | Chris White |

|                                                    |      |                                  |
| Ormaechea 23’ tecnica 58’ Cardoso 77’ Menchaca 80’ | mt   |                                  |
| Aguirre 23’ Sciarra 58’                            | tr   |                                  |
| Aguirre 15’                                        | c.p. | 7’, 40’, 48’, 50’, 68’ Kovalenko |